# Gonzalo Aguirre Beltrán
Gonzalo Aguirre Beltrán (Tlacotalpan, Veracruz, 20 de janeiro de 1908 – Xalapa, Veracruz, 1996) foi um antropólogo mexicano  conhecido por seus estudos de populações marginalizadas. Seu trabalho se concentrou nas populações afro-mexicanas e indígenas. Foi diretor do Instituto Nacional dos Povos Indígenas e como Secretário Adjunto de Cultura Popular e Educação Continuada foi responsável pela formação da política governamental voltada às populações indígenas. Por isso é um intelectual de renome no campo da antropologia aplicada.

## Vida e carreira
Aguirre Beltrán era filho de um médico do estado de Veracruz e seguiu no campo dos estudos médicos, frequentando a Universidade Nacional Autônoma do México e obtendo o bacharelado em 1927 e o doutorado em 1931. Retornou ao seu estado natal e exerceu medicina na cidade de Huanusco por dez anos.
Nos primeiros anos como médico, interessou-se pela história local e publicou um livro sobre a luta agrária durante a era colonial.  Em 1942 ele conheceu o antropólogo Manuel Gamio, formado pela Universidade de Columbia, que sugeriu que Aguirre Beltrán estudasse os negros no México, resultando em seu estudo marcante, La población negra de México, 1519-1810: Estudio etnohistórico (1946). Seguindo o conselho, deixou o exercício da medicina para se tornar antropólogo, embora tenha se dedicado a temas de antropologia médica.
Atuou em diversos cargos governamentais, inclusive como chefe da Unidade Sanitária de Huatusco. Foi nomeado chefe do Departamento de Demografia do Departamento do Interior nas administrações Manuel Avila Camacho e Miguel Alemán. Foi diretor de Assuntos Indígenas da Secretaria de Educação Pública (1946–49), pesquisador do Instituto Nacional Indígena (INI) (1949–50), coordenador da região Tzeltal - Tzotzil do INI (1951–52) e subdiretor do INI (1952–56). Retornou a Veracruz e tornou-se reitor da Universidade Veracruzana. Sob a administração de Luis Echeverría (1970-76) foi subsecretário do Departamento de Cultura e Educação Continuada, criando uma série de publicações divulgando pesquisas sobre comunidades indígenas.

## Trabalhos
- El señorío de Cuauhtocho: Luchas agrarias en México durante el virreinato 1940.
- La población negra de México, 1519-1810: Estudio etnohistórico. Mexico City  1946.
- Formas de gobierno indígena. Mexico City 1953.
- Problemas de salud en la situación intecultural 1953
- Problemas de la población indígena de la cuenca del Tepalcatepec 1953.
- Cuijila: Esbozo etnográfico de un pueblo 1957.
- Medicina y mágica: El proceso de aculturación Mexico City 1963.
- Regiones de refugio: El desarrollo de la comunidad y el proceso dominical en mestizoamérica. Mexico City 1967. (translated as Regions of Refuge), Society of Applied Anthropology 1979.
- Teoría y práctica de la educación indígena 1973
- Obra polémica 1976.
- Lenguas vernáculas: Su uso y deuso en la enseñanza, la experiencia de México 1983.
- Zongólica: Encuentro de dioses y santos patronos 1986.
- Crítica antropólica: Contribuciones al estudio del pensamiento de México 1990.
- Obra antropológica (16 vols) Mexico City 1989-1995. Mexico City, Fundo de Cultura Económica.

## Honrarias
- Prêmio Malinowski da Sociedade de Antropologia Aplicada 1973
- Prêmio Manuel Gamio 1978
- Prêmio Nacional de Ciências Sociais 1979
- Medalha Belisário Domínguez 1991 [6]